# ルドルフ・ハプスブルク＝ロートリンゲン
ルドルフ・ハプスブルク＝ロートリンゲン（Rudolph Habsburg-Lothringen, 1919年9月5日 - 2010年5月15日）は、オーストリアの旧統治者家門ハプスブルク＝ロートリンゲン家の一員。最後のオーストリア皇帝・福者カール1世の五男、末息子。

## 生涯

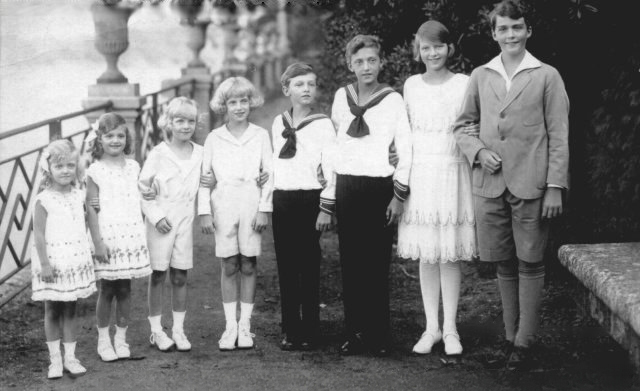
ルドルフ（左から3番目）と兄弟姉妹

元皇帝カール1世とその妻でパルマ公ロベルト1世の娘であるツィタ皇后の間の第6子、五男として生まれた。洗礼名はハプスブルク家出身の最初のローマ王ルドルフ1世にちなんでいる。両親の亡命先であるマデイラ島で幼少期を過ごしたが、1922年に父が死ぬと、家族とともにベルギーに移住した。1940 年、ナチスの西側侵攻を逃れ、家族と共にカナダに移り、ケベックシティのラヴァル大学で経済学と社会科学を学んだ。
家長である長兄オットーの指示によりアメリカ軍に入隊し、軍の特殊任務で偽名を使ってアンシュルス後のオーストリアに送り込まれ、そこで反ナチのレジスタンス運動（Widerstand gegen den Nationalsozialismus）に参加している。戦後、ウォールストリートで証券会社に勤務し、さらにベルギー領コンゴに移住してコーヒー農場を経営するかたわら、ベルギーで銀行取締役を務めた。
1953年6月22日にニューヨークにおいて、ロシア人亡命貴族セルゲイ・チェルニシェフ＝ベゾブラソフ伯爵の娘クセニヤ・チェルニシェワ＝ベゾブラソワ伯爵夫人（1929年 - 1968年）と結婚し、間に4人の子女を儲けたが、クセニヤは1968年にベルギーのエノー州ソワニーで交通事故により亡くなった。ルドルフは1971年10月15日にバイエルン州のエリンゲンにおいて、ヴレーデ侯カールの娘アンナ・ガブリエーレ（1940年 - ）と再婚し、間に娘を1人儲けている。
1980年、ルドルフは1919年4月10日にオーストリア共和国政府の制定したハプスブルク家の財産没収・国外追放に関する法律（ハプスブルク法）が自らに適用されていることが違法だとオーストリアの裁判所に訴え、勝訴した。同法の制定後に生まれた自分が、帝位請求権放棄を宣言しない限り入国を禁止されるのは、不当であるというのが、ルドルフの主張であった。2010年に死去し、スイス、アールガウ州のフライアムトにあるムーリ修道院に葬られた。

## 子女
最初の妻クセニヤとの間に4人の子女をもうけた。
- マリア・アンナ・シャルロッテ・ツィタ・エリーザベト・レギーナ・テレーゼ（1954年 - ） - 1981年、ピョートル・ゴリツィン公爵と結婚
- カール・ペーター・オットー・ゼールゲ・ヨーゼフ・パウル・レオポルト・ハインリヒ（1955年 - ） - 1998年、ヴレーデ侯女アレクサンドラと結婚
- ジメオン・カール・オイゲン・ヨーゼフ・レオポルト（1958年 - ） - 1996年、両シチリア王女マリーア（カラブリア公カルロスの娘）と結婚
- ヨハネス・カール・ルートヴィヒ・クレメンス・マリア・ヨーゼフ・マルクス・ダヴィアノ・レオポルト（1962年 - 1975年）

2番目の妻アンナ・ガブリエーレとの間の娘を1人もうけた。
- カタリーナ・マリア・ヨハンナ・ツィタ・ゾフィー・カスパーラ（1972年 - ） - 1998年、セッコ・ディ・アラゴーナ伯爵マッシミリアーノと結婚